# Templo de Minerva (Fórum de Nerva)
Templo de Minerva era um templo que ficava no lado mais curto do Fórum de Nerva (ou "Fórum Transitório"), um dos fóruns imperiais de Roma, e dedicado à deusa Minerva, a divindade preferida do imperador Domiciano, em 97 a.C..

## Descrição
O templo ficava no alto de um pódio e era um prostilo ("com um pórtico colunado na fachada") hexastilo ("seis colunas"). O fundo ficava escondido de quem estava na praça do fórum por duas paredes que também escondiam o alto muro da êxedra do Fórum de Augusto e a passagem que levava ao Pórtico Absidado. A cela também tinha uma abside, como era o costume nesta fase do período imperial.
O edifício ainda estava bem conservado no século XVI, mas, em 1606, o papa Paulo V determinou que seus materiais de construção fossem utilizados na Fonte da Água Paula, no Janículo. O que restou foi reutilizado na Capela Borghese da basílica de Santa Maria Maggiore.
Hoje se conservam apenas uns poucos restos do pódio e diversos elementos decorativos, entre os quais um bloco da cornija do frontão. No Museu dos Fóruns Imperiais está um fragmento do friso, com bucrânios e instrumentos utilizados em sacrifícios, similar ao do Templo de Vespasiano e Tito, entalhado nos blocos do entablamento. Através de desenhos medievais anteriores à demolição, se percebe que, no lado frontal, o friso e a arquitrave eram utilizados pela inscrição dedicatória.

## Planimetria
| Planimetria dos fóruns imperiais de Roma |
| --- |
| Pórtico Curvo Pórtico Purpúreo Secretaria do Senado Plano de Mármore Templo da Via Sacra Biblioteca Vico Cúprio Arco de Trajano Arco de Druso Arco de Gêrmanico Pórtico Absidado Quadriga Estátua equestre Fórum de Trajano Mercado de Trajano Biblioteca Úlpia Coluna de Trajano Basílica Úlpia Basílica Argentária Templo de Marte Vingador Templo de Minerva Templo da Paz Fórum de César Templo da Vênus Genetrix Átrio da Liberdade Estátua equestre Fórum Romano Cúria Júlia Basílica Emília Subura Fórum de Nerva Fórum de Augusto Fórum da Paz |